# Pervenetz-klassen
Pervenetz-klassen var Ruslands første serie af panserskibe, og blev bygget efter at den russiske regering i lighed med andre flådemagter måtte konstatere, at de eksisterende træskibe ikke kunne stille noget op mod de nye panserskibe, der var blevet bygget i Frankrig og England. På trods af, at der kun var gået seks år siden Krimkrigens afslutning, henvendte den russiske regering sig alligevel til det værft i Storbritannien, der havde bygget HMS Warrior, der på det tidspunkt var verdens største panserskib. Russerne bestilte et noget mindre skib i 1862, men der var stadig tale om et moderne jernskib med kraftig vædderstævn. På basis af det første skib blev der bygget yderligere to i Sankt Petersborg, og alle tre fik mindst 40 års tjeneste i den russiske Østersøflåde. I takt med at den russiske marine byggede større panserskibe, blev skibene i Perventz-klassen med deres beskedne størrelse og svage maskineri degraderet til kystpanserskibe.

## Skibene
| Navn         | Værft                                     | Kølen lagt | Søsat | Indgået | Skæbne                  |
| ------------ | ----------------------------------------- | ---------- | ----- | ------- | ----------------------- |
| Pervenetz    | Thames Iron Works, London                 | 1862       | 1863  | 1864    | Udgået 1905 og ophugget |
| Netron Menya | Mitchell, Sankt Petersborg                | 1863       | 1864  | 1865    | Udgået 1905 og ophugget |
| Kreml        | Semiannikov og Poletika, Sankt Petersborg | 1864       | 1865  | 1866    | Udgået 1905 og ophugget |

### Pervenetz
Navnet betyder "den førstefødte", og passer dermed fint til Ruslands første panserskib.

### Netron Menya
Navnet betyder "rør mig ikke".

### Kreml
Navnet "Kreml" betyder borg, og refererer som regel til Kreml i Moskva. Dette tredje skib i serien blev bygget lidt større end de to foregående. Kreml demonstrede på uheldig vis sin vædderstævns effektivitet, da den i august 1869 kolliderede med træfregatten Oleg og sendte den til havets bund.